# Svatý Walstan
Svatý Walston (v některých zdrojích uváděn jako Walstan, 975–1016) byl anglosaský princ známý údajnými zázraky, které se měly stát během jeho života i po jeho smrti. Je patronem hospodářských zvířat a zemědělců. O jeho životě informují dva historické prameny: De Sancto Walstano Confessore v knize Nova Legenda Angliæ z roku 1516 a pozdější rukopis z roku 1658 uložený nyní v knihovně Lambethského paláce v Londýně.
Walstan je spojován s hrabstvím Norfolk, ale jeden pramen uvádí jako místo jeho narození Blythburgh v hrabství Suffolk, zatímco druhý pramen Bawburgh. Dle obou pramenů se Walstan narodil jako syn Benedikta a Blidy a údajně se mu dostalo zbožné výchovy. Jako dvanáctiletý se rozhodl zasvětit svůj život modlitbě a nastoupil jako zemědělský dělník u statkáře v obci Taverham poblíž města Norwich. Poté, co mu bylo řečeno, že brzy zemře, vyzpovídal se, opustil práci a nařídil, aby jeho dva býci táhli jeho tělo na voze, kamkoli Bůh bude chtít. Když 30. května 1016 zemřel, jeho pohřební vůz opustil Taverham a odjel směrem k Bawburghu, kde byl pak světec pohřben. Podél cesty, kudy vůz projížděl, se dle legendy v dochovaných zdrojích měly zázračně objevit prameny vody. V Bawburghu pak postavili kapličku a zasvětili ji Walstanovi.
Světec je nejčastěji zobrazován s korunou a žezlem s kosou v ruce. V Bawburghu každoročně zvláštní bohoslužbou slaví jeho svátek.

## Hagiografie
Walstan se měl dle pramenů narodit v roce 975. Je spojován s anglickým hrabstvím Norfolk. Není však zcela jasné, kým byl, ani neznáme přesněji jeho život. Informace o jeho existenci pocházejí ze dvou zdrojů, z nichž starší je De Sancto Walstano Confessore v Nova Legenda Angliæ, díle napsaném anglickým historikem Johnem Capgravem, známém rovněž jako Latin Life. Druhým písemným zdrojem o Walstanově životě je latinský psaný rukopis známý jako Lambeth Life (nebo English Life), který byl přepsán 29. září roku 1658 písařem z dnes již ztraceného středověkého triptychu z kostela Bawburgh v Norfolku. V současnosti je rukopis uložen v knihovně Lambethského paláce v Londýně. Tato dvě díla byla napsána pro odlišné čtenáře. Zatímco Latin Life bylo zamýšleno pro mnichy, pozdější English Life mělo být pro laiky.

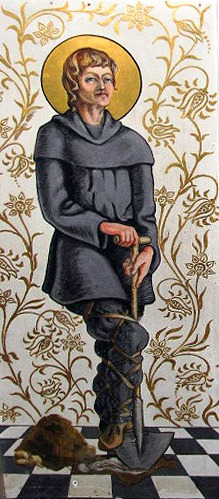
Svatý Walstan

Navzdory tomu, že byl Walstan před ovládnutím Anglie Normany prohlášen za svatého, nejsou známy žádné jeho obrazy ani podoby světcova života, které existovaly dříve, než byl rukopis napsán.  Kniha Domesday Book, dokončená roku 1086, obsahuje podrobné informace o Bawburghu, místě Walstanovy kaple. V knize ovšem není zmínka o tom, že by tamní kaple byla nějakým způsobem důležitá. Dle historika Tima Pestella objev olověné pamětní desky v blízkosti kostela v roce 2002 naznačuje, že úcta k Walstanovi se v Bawburghu uchytila již v době dobytí Normany.
Walstan byl srovnáván se svatým Godrikem z Finchale, který proslul svou laskavostí ke zvířatům.

## Legenda
Walstan se narodil na farnosti Bawburgh. Pocházel z královské rodiny, jeho otcem byl Benedikt a matkou Blida (nebo Blithe) z Marthamu, příbuzná anglického krále Ethelreda II. a jeho syna Edmunda II. Již jako chlapec projevoval velkou oddanost Bohu a naplňovala ho božská milost. Ve věku dvanácti let se se svolením rodičů rozhodl zasvětit svůj život modlitbě.
Walstan pracoval jako farmář pro muže v Taverhamu. Svůj majetek postupně rozdal mezi potřebné a své boty věnoval jednomu chudému muži. Jednou v pátek, když kosil pole, se dle legendy objevil anděl a řekl mu: 
| „ | Bratře Walstane, třetího dne ode dneška vstoupíš do ráje. | “ |

Walstan se pak šel vyzpovídat ke knězi. Následujícího dne přestal pracovat a v pondělí dal svému pánovi a ostatním kolem sebe pokyn, že jeho dva býci mají táhnout jeho pohřební vůz, kamkoli Bůh určí. Zemřel ten samý den, tj. 30. května roku 1016. Přítomní obyvatelé údajně zahlédli bílou holubici, která letěla z jeho úst směrem k nebi. Jeho pohřební vůz opustil Taverham a následně projel obcí Costessey, nedaleko které se chvíli na to objevil pramen. Poblíž Bawburghu se dle legendy po projetí vozu objevil další pramen, o kterém se později zjistilo, že dokáže léčit nemocné.
De Sancto Walstano Confessore uvádí Walstanovo rodiště jako Blythburgh a dodává, že byl synem krále. Dílo celkem obsahuje jedenáct údajných Walstanových zázraků, které se staly od 14. století, včetně zázraku ohledně spatření anděla.

## Úcta
U stávajícího kostela zasvěceného Panně Marii byla postavena malá kaple zasvěcená jak Marii, tak Walstanovi. Walstan je uctíván jako patron farem a zemědělských dělníků. Jeho svatyni a studny s ním spojené navštěvovali místní farmáři po celý středověk. V 15. století byl kostel přestavěn. Po procesu rušení klášterů kostel společně s kaplí chátral.
V obci Costessey, druhém místě, kde odpočíval Walstanův pohřební vůz, vyschla do roku 1750 tamní studna. Místo ní, která se po svém přesunu nachází v areálu golfového hřiště, bylo místo označeno informační tabulí.
Walstan je v církevním umění reprezentován korunou, žezlem a s kosou v ruce a dobytkem poblíž. Kostely zasvěcené Walstanovi z doby před anglickou reformací se nacházejí v Norfolku. Jediný kostel zbudovaný mimo Spojené království je v obci Rongai v Keni.
Historička Kellie Robertson řekla o svatém Walstanovi:
| „ | Během středověku byl dobrým příkladem místního kultu, ilustrující živost laické lidové zbožnosti, a příkladem synovské lásky, dobročinnosti, oddanosti práci a poslušnosti církvi. | “ |
| — | |   |

Robertson spojuje Walstanovu popularitu v polovině 15. století s lidovými nepokoji ve východní Anglii.
Den svatého Walstana se slaví každý rok v Bawburghu, kdy se v neděli těsně předcházející 30. květnu, dnu jeho svátku, koná speciální bohoslužba.

## Galerie

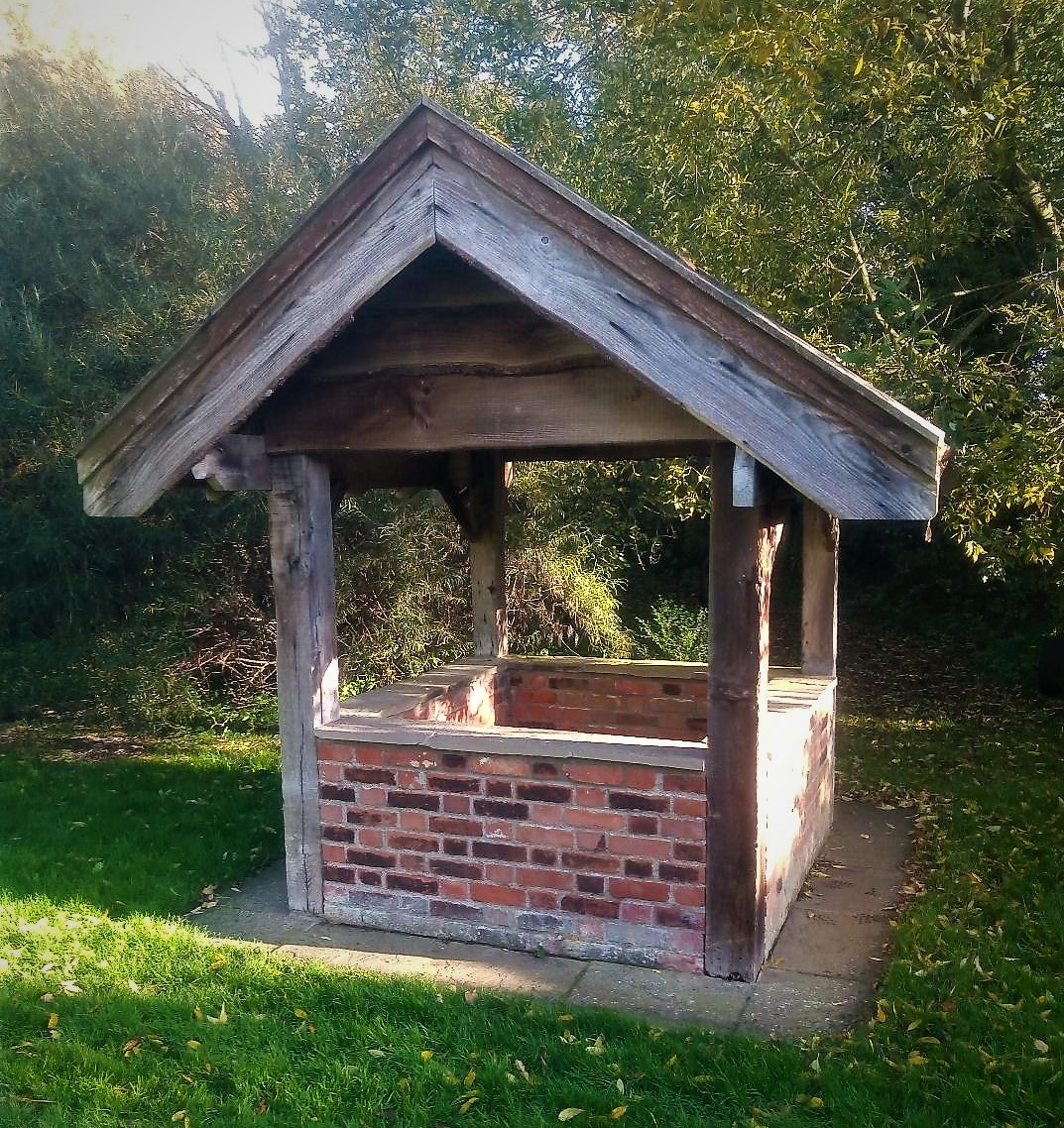
Studna svatého Walstana, Bawburgh
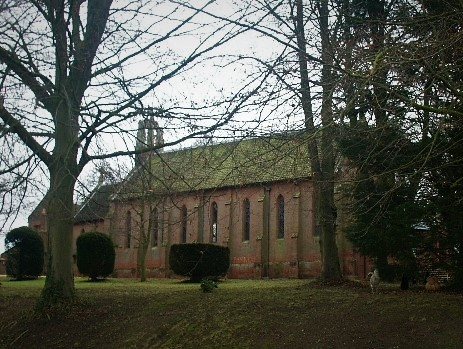
Kostel svatého Walstana v Costessey